# Jeune Fille se défendant contre l'Amour
Jeune Fille se défendant contre l'Amour est un tableau réalisé par le peintre français William Bouguereau vers 1880. Cette huile sur toile est une peinture allégorique qui représente une jeune femme aux seins nus repoussant en souriant le petit Éros qui cherche à la toucher de la flèche qu'il tient dans la main droite. Don de J. Paul Getty, l'œuvre fait partie depuis 1970 des collections du J. Paul Getty Museum de Los Angeles, aux États-Unis. Il s'agit d'une réduction d'une toile plus grande (155 × 109 cm) présentée au Salon de peinture et de sculpture, et conservée à l'université de Caroline du Nord à Wilmington, en Caroline du Nord.